# SpongeBob SquarePants: Titans of the Tide
SpongeBob SquarePants: Titans of the Tide (с англ. — «Губка Боб Квадратные Штаны: Титаны течения»; в официальной русской локализации — «Губка Боб Квадратные Штаны: Гиганты глубин») — предстоящая компьютерная игра в жанре платформера, основанная на мультсериале «Губка Боб Квадратные Штаны». Игру разрабатывает австрийская студия Purple Lamp, а её издателем выступает THQ Nordic.

## Игровой процесс
Игра является трёхмерным платформером, подобно ремейку Battle for Bikini Bottom и The Cosmic Shake. Игрок, управляя Губкой Бобом или Патриком, должен исследовать локации призрачного Бикини Боттома, находя различные предметы и сражаясь с врагами.

## Синопсис
Летучий Голландец и царь морей Нептун, два нарцисса, начали спорить на тему того, кто является лучше другого. Голландец, чтобы напакостить Нептуну, превращает Бикини Боттом в город-призрак. Теперь Губке Бобу и его лучшему другу Патрику предстоит спасти город и его жителей, а также помирить двух самовлюблённых гигантов.

## Разработка и выход
О новой игре по франшизе стало известно в 2024 году из промо-ролика от THQ Nordic, приуроченного к Хэллоуину.
За два месяца до официального анонса стало известно официальное название игры, Titans of the Tide, благодаря получению ею возрастного рейтинга в Республике Корее и Германии.
Игру официально анонсировали 1 августа 2025 года на презентации THQ Nordic Digital Showcase с датой выхода 18 ноября этого же года. Песню в дебютном трейлере игры исполнил актёр и певец Дэвид Хассельхофф, который появлялся в мультсериале и полнометражном фильме 2004 года в качестве камео.